# Vingárd
Vingárd (románul: Vingard, németül: Weingartskirchen, szászul Wengertskirch) falu Romániában, Fehér megyében.

## Fekvése
Gyulafehérvártól 25 kilométerre délkeletre, 5-600 méteres dombok közt fekszik.

## Nevének eredete
Neve a 'szőlőhegy' jelentésű német Weingarten szóból való. Írott alakváltozatai: Wyngartkyrchen (1309), Wynkarthkyr (1332), Vengherskirch (1345), Weyngarth (1465) és Wyngarth (1466). 1345-ben mint Guga, 1427-ben pedig mint Chybay is előfordul.

## Története
Fehér, később Alsó-Fehér vármegyei szász falu volt. 1309-ben a springi dékanátushoz tartozott. A Kacsics nemzetségből származó gerébjei, a későbbi Vingárti Geréb család a 15. században a legjelentősebb erdélyi családok közé emelkedtek: Vingárti Geréb László 1476 és 1501 között erdélyi püspök, Vingárti Geréb Péter 1478–79-ben erdélyi vajda volt. A század folyamán ők birtokolták a falut és a hozzátartozó uradalmat.
Először 1492-ben említették várát. 1503-ban, a Vingárti Geréb család kihalásával előbb Corvin Jánosra, később az ő korábbi tiszttartójára, Horváth Jánosra szállt. A vingárdi váruradalom okozta károk miatt a közeli, királyföldi szász falvak lakói többször panaszt emeltek. 1510-ben Brandenburgi György, 1527-ben Horváth Gáspár, I. Ferdinánd párthíve kapta meg. 1531-ben Szapolyai János hadai rövid ostrom után bevették a Horváth által védett várat. A várnagyi tisztséget Szapolyai 1532-ben Keserű Mihályra bízta. 1553-ban a Habsburg-párti Dobó István mint Izabella királyné párthíveinek fészkét elfoglalta. Nem sokkal később a Dobó által kinevezett várnagy, Apafi Gergely leromboltatta.
Uradalmát akkori tulajdonosa, Keserű István 1565-ben feleségének, Moise Vodă havasalföldi lányának, Zamfirának és annak fiának adta. 1643-ban I. Rákóczi György a vingárdi kastéllyal együtt fiának, Zsigmondnak adományozta. 1587-ben az uradalomhoz tartozott Spring, Gergelyfája, Kisludas és Veresegyháza, 1643-ban Sebeskákova, Sebeskápolna, Zsinna, Gergelyfája, Spring, Mág és Girbó.
Szász lakói mellett 1761-ben 143 ortodox család is lakta, 1774-ben pedig már görögkatolikus egyháza is volt. A 19. században egyik birtokosa a nagyenyedi református kollégium volt. A század elején a Radák család birtokközpontja.
1970 körül a szászok a széles főutcán, a románok a nyugati utcákban, a vásártértől északra futó utcán és a patak déli oldalán húzódó házsorban, a cigányok a falu északi részén, a szász templomtól keletre éltek. Még léteztek a falurészi szerveződés korai újkorban keletkezett formái: a négy szász Nachbarschaft és a hat román vecinitate. A környékbeli falvak közül egyedül itt működött állami gazdaság. A hetipiac és az évente megtartott három vásár tanúskodott jelentőségéről. A neoprotestáns evangéliumi keresztény gyülekezet mind a románok, mind a szászok köréből gyűjtött magának híveket, így az istentiszteleteket is két nyelven tartották. A szászok kivándorlásukig megőrizték a libanyakszakítás szokását.
A település nevét adó szőlő 1873-ban még 188 kataszteri holdat, 1989-ben már csak 24 hektárt foglalt el határában. Főként királyleánykát és muskotályt termesztenek.
2009. május 11-én leégett a falu 18. századi, 1820-ban bővített ortodox fatemploma. Korábban egy református templom és egy 1748-ban épített római katolikus kápolna is állt a faluban.

## Nemzetiségek és felekezetek
- 1910-ben 1995 lakosából 1200 volt román, 669 német, 101 magyar és 25 egyéb (cigány) anyanyelvű; 1156 ortodox, 671 evangélikus, 68 görögkatolikus, 59 református és 34 római katolikus vallású.
- 2002-ben 612 lakosából 520 volt román, 71 cigány és 21 német nemzetiségű; 536 ortodox, 45 evangéliumi keresztény és 29 evangélikus vallású.

## Nevezetességek

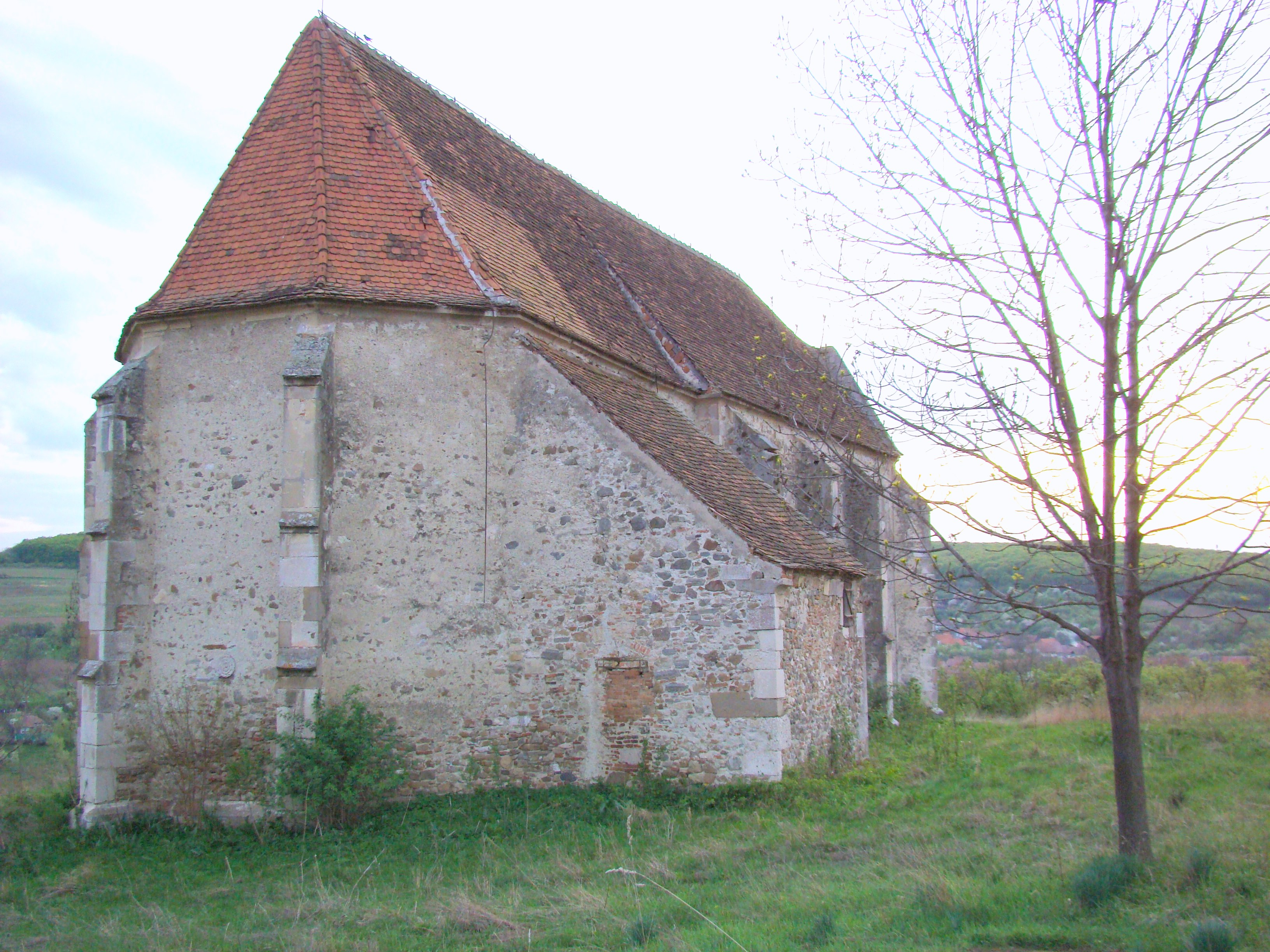

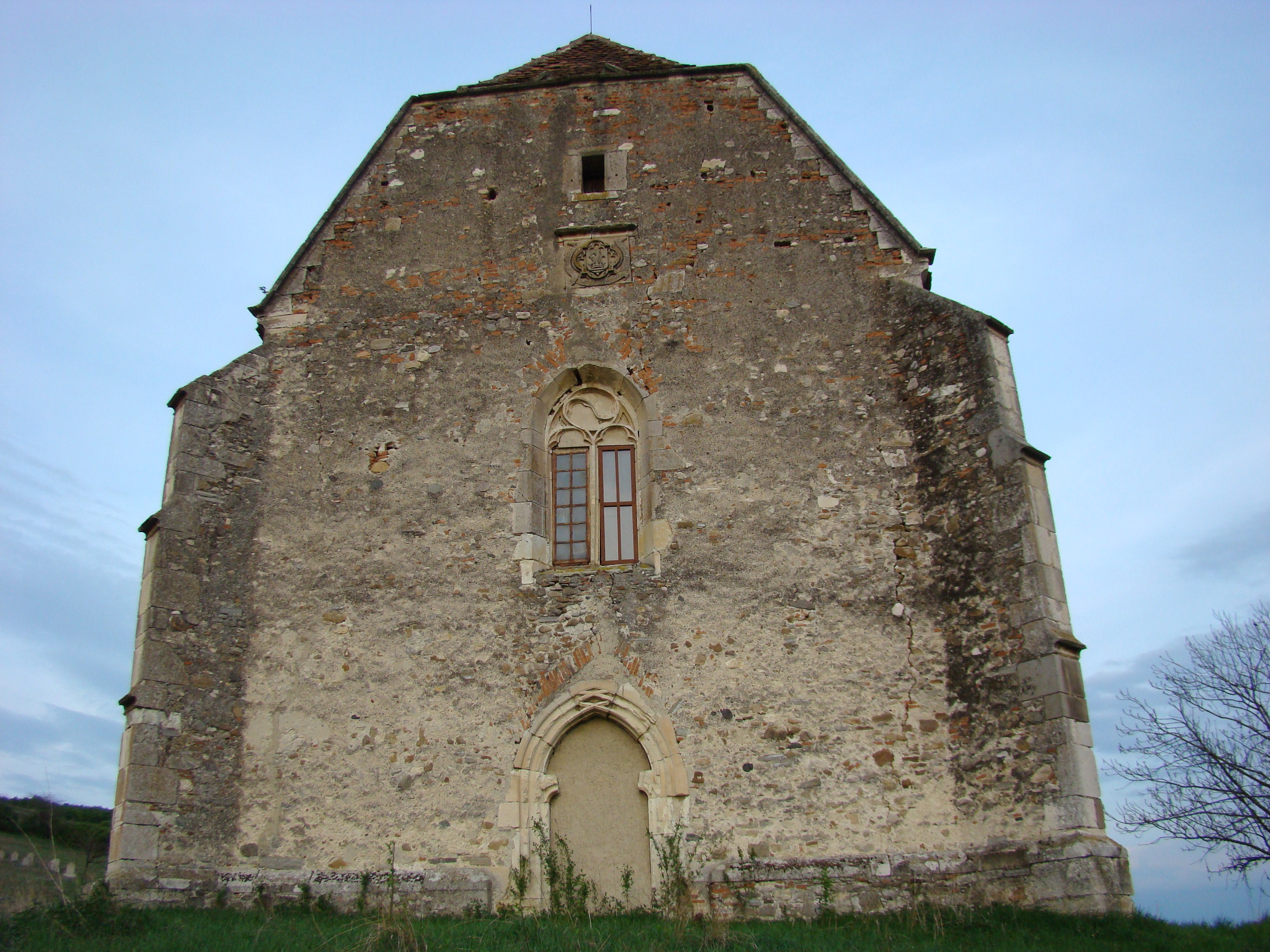

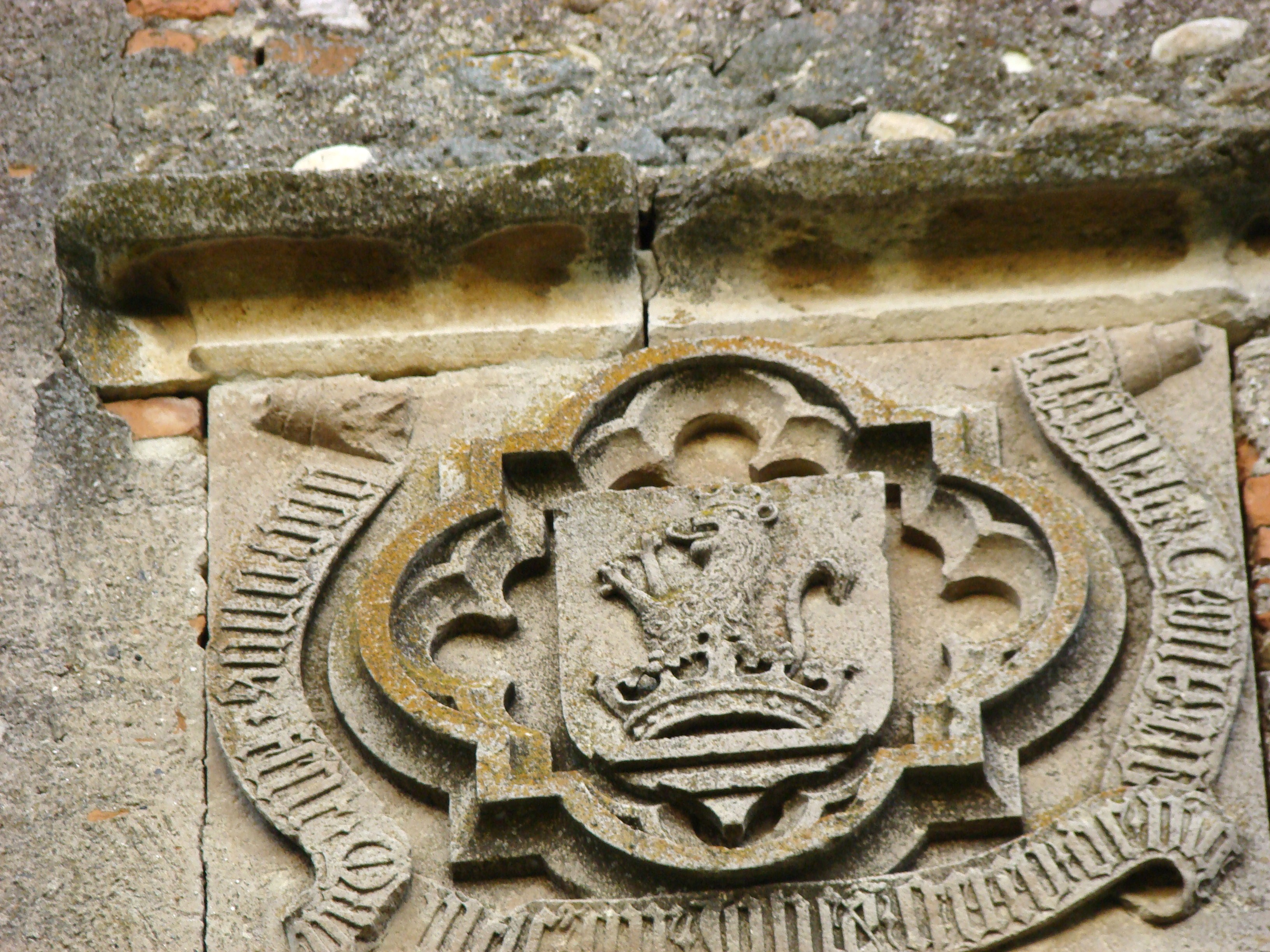
A Kacsics nemzetség oroszlánja, körülötte az alapító felirattal

- Késő gótikus, torony nélküli evangélikus csarnoktemplomát felirata szerint Vingárti Geréb János építtette 1461 körül. A tövisi ferences templomra és a kolozsvári Farkas utcai református templomra emlékeztető épület nagyrészt eredeti formájában maradt fenn. A falakat kaviccsal kevert téglából, helyenként magyarigeni homokkőből, a pilléreket és a szegletköveket lajtamészkőből, a kapuzatokat és ablakkereteket riolittufából építették. A köveken 17 kőművesjegyet különböztettek meg. Teljes hossza 28 méter, ebből a hajó 9,25, a kórus 7,75 méteres, és a kettőt csúcsíves diadalív választja el. A kórus alatt kripta található, amely 1952-ben beomlott. Eredeti hálóboltozatát a 18. században barokk dongaboltozatra cserélték. Az oltár előtt Keserű Katalinnak és a Keserű család egy másik tagjának 16. századi sírkövei láthatók, a hajó déli falába beépítve pedig Kendeffyné Vargyasi Borbála síremléke 1887-ből. A nyugati homlokzaton, a befalazott kapuzat és egy ikerablak feletti kőtáblán a Kacsics nemzetség címere látható, körülötte az alapító felirattal: Hoc opus fecit fieri magnificus dominus Johannes Gereb de Vingard anno 1461. Két zárókövére a Szapolyai, egy harmadikra a Hunyadi, egy negyedikre pedig a Szilágyi család címerét vésték. A templomot 1954-ben teljesen felújították.
- A falu keleti részén a nagyenyedi református kollégium uradalmának egykori kúriája. Az épület mellett állt a mára lebontott református templom.
- 18. századi ortodox fatemplom.

## Híres szülöttei
- Itt született 1812-ben Gavriil Munteanu műfordító, tanár.

## Galéria

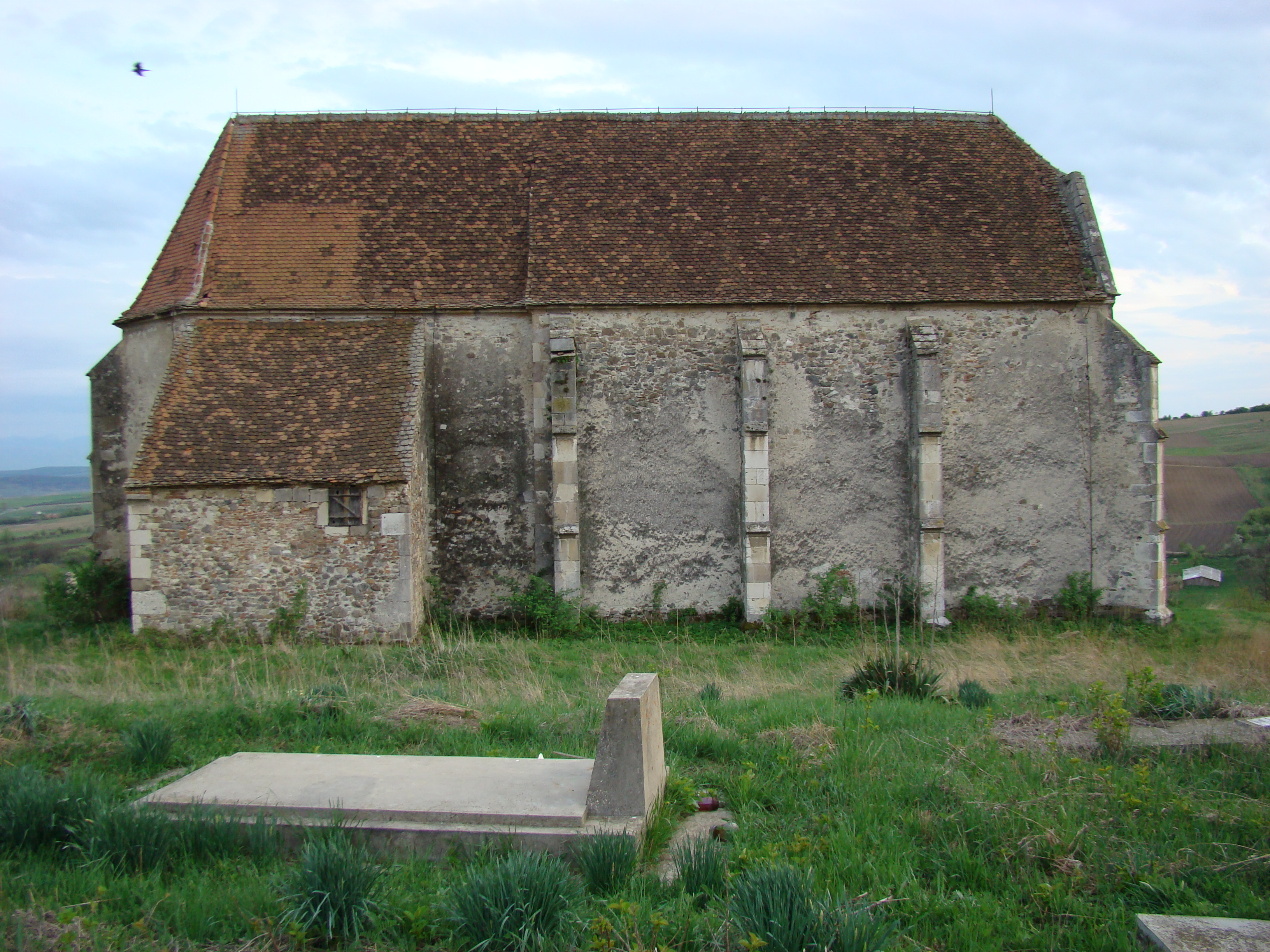
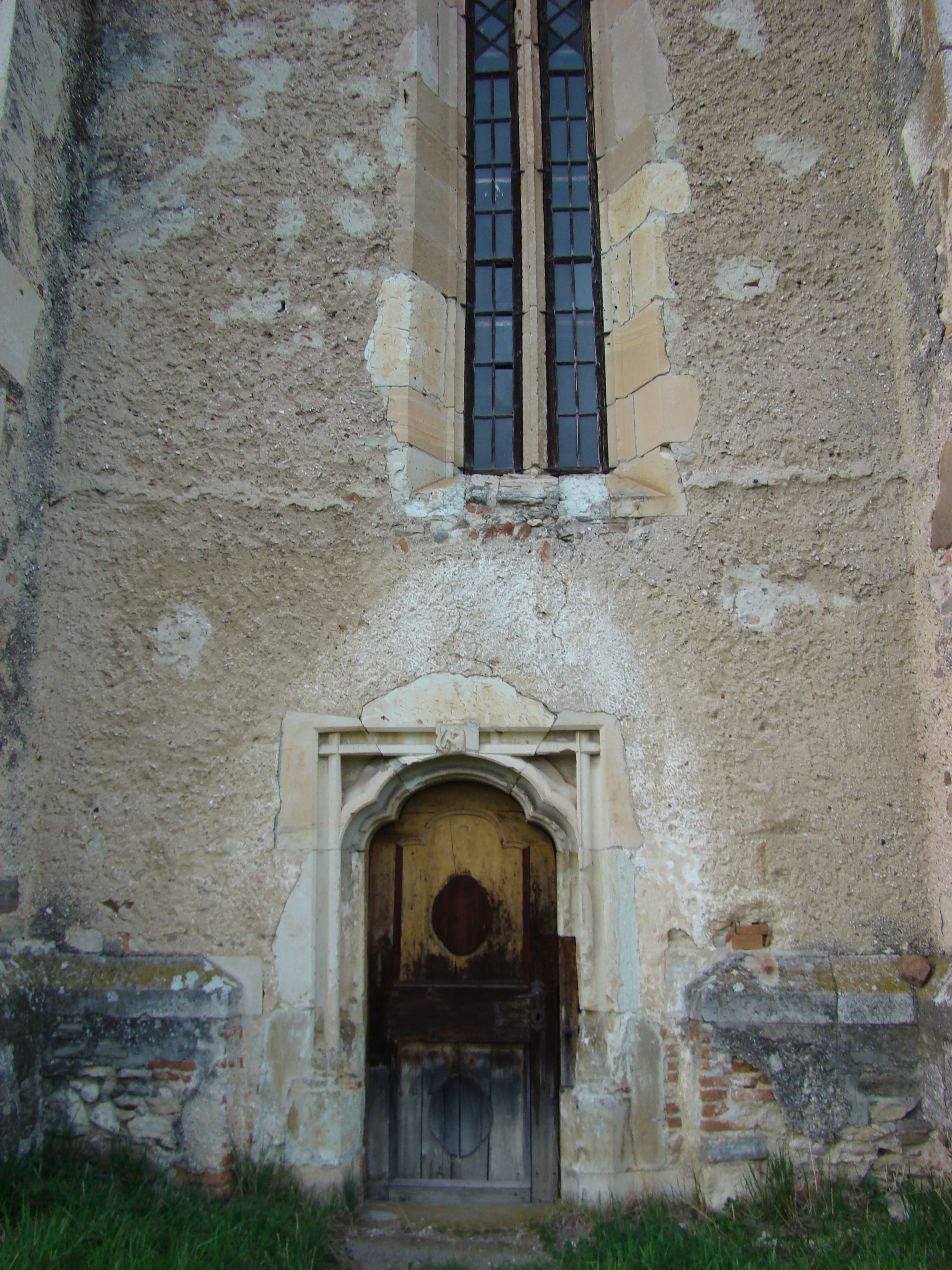
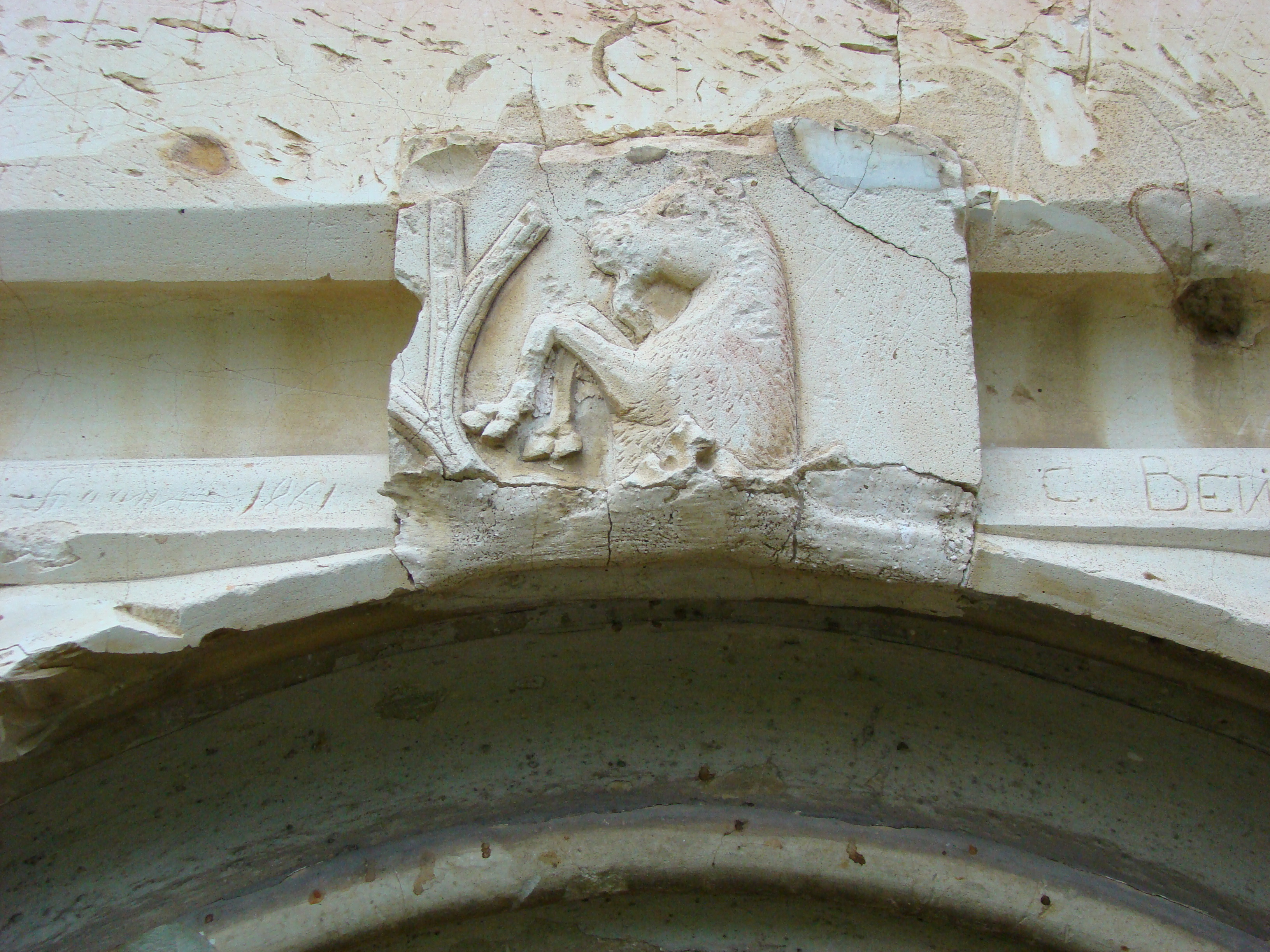
A Szilágyi család címere
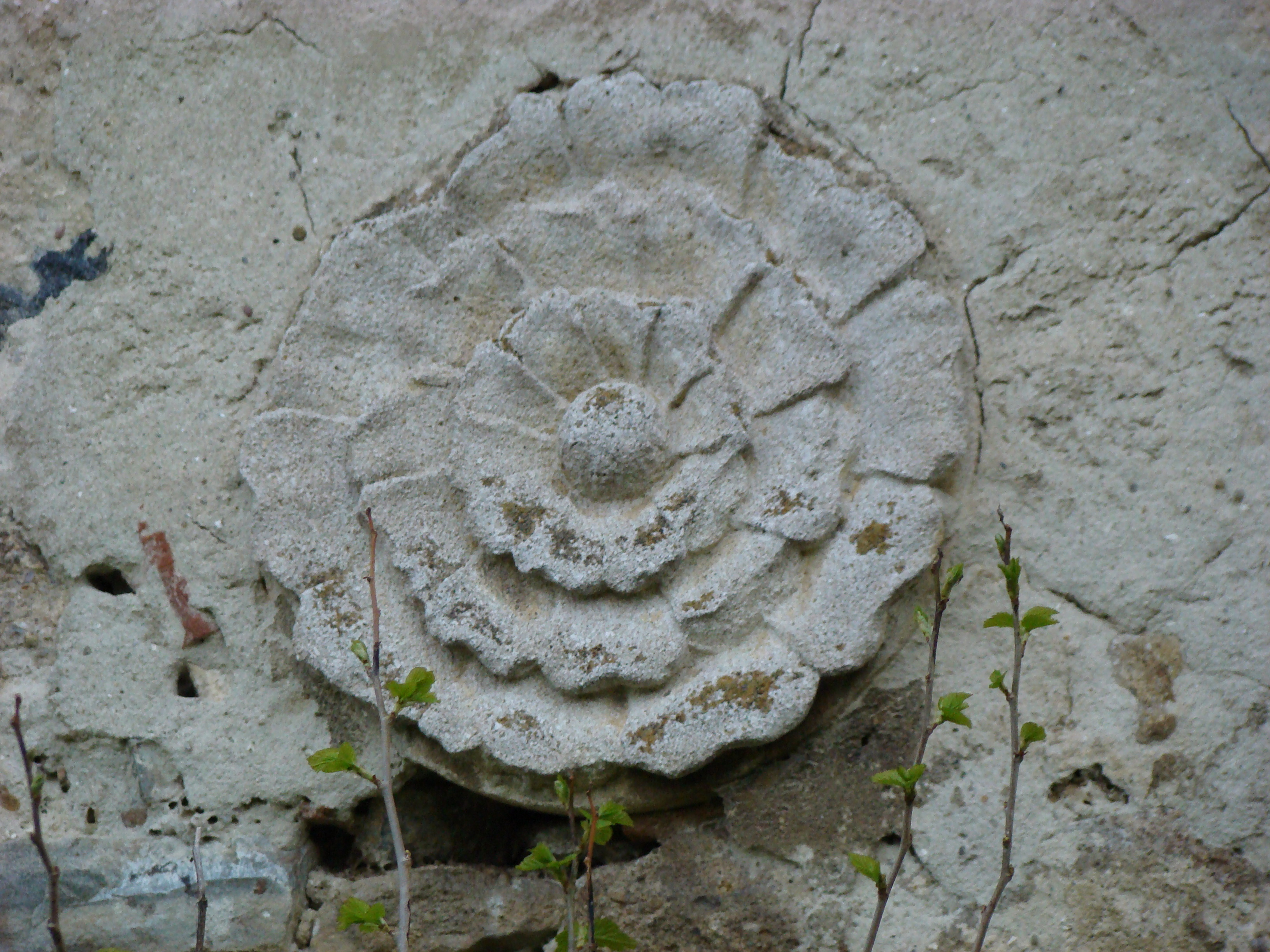
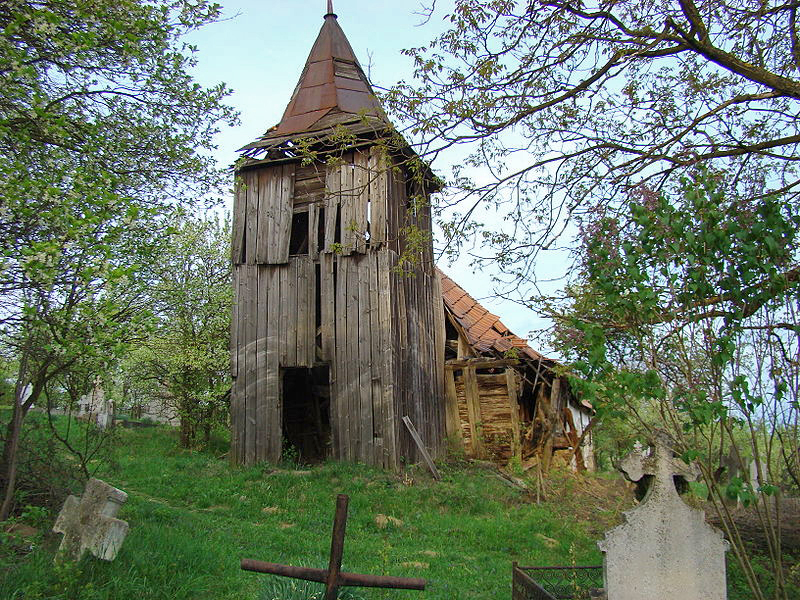
Az egykori ortodox templom
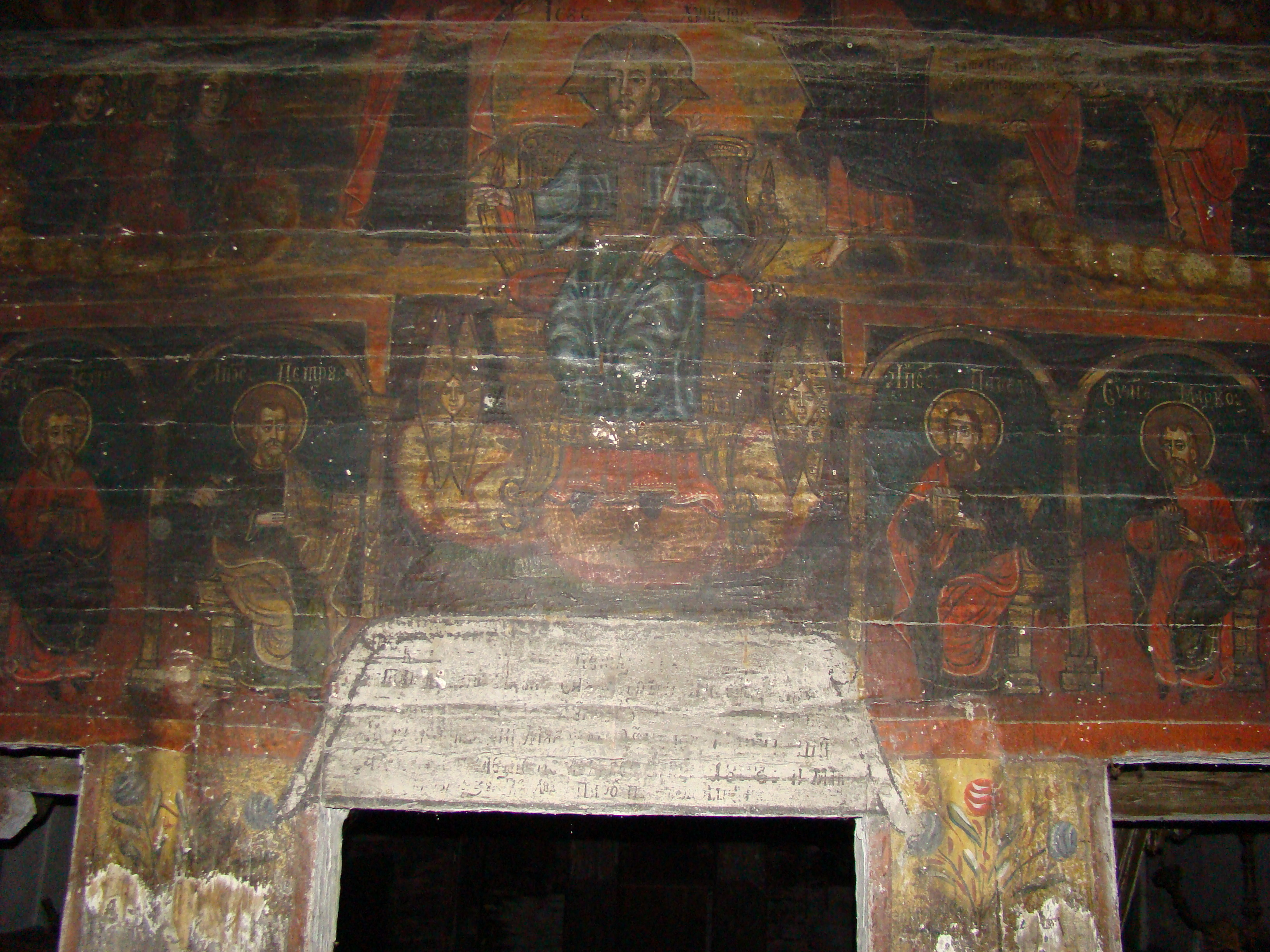
Krisztus és az apostolok (festményrészlet 1828-ból)
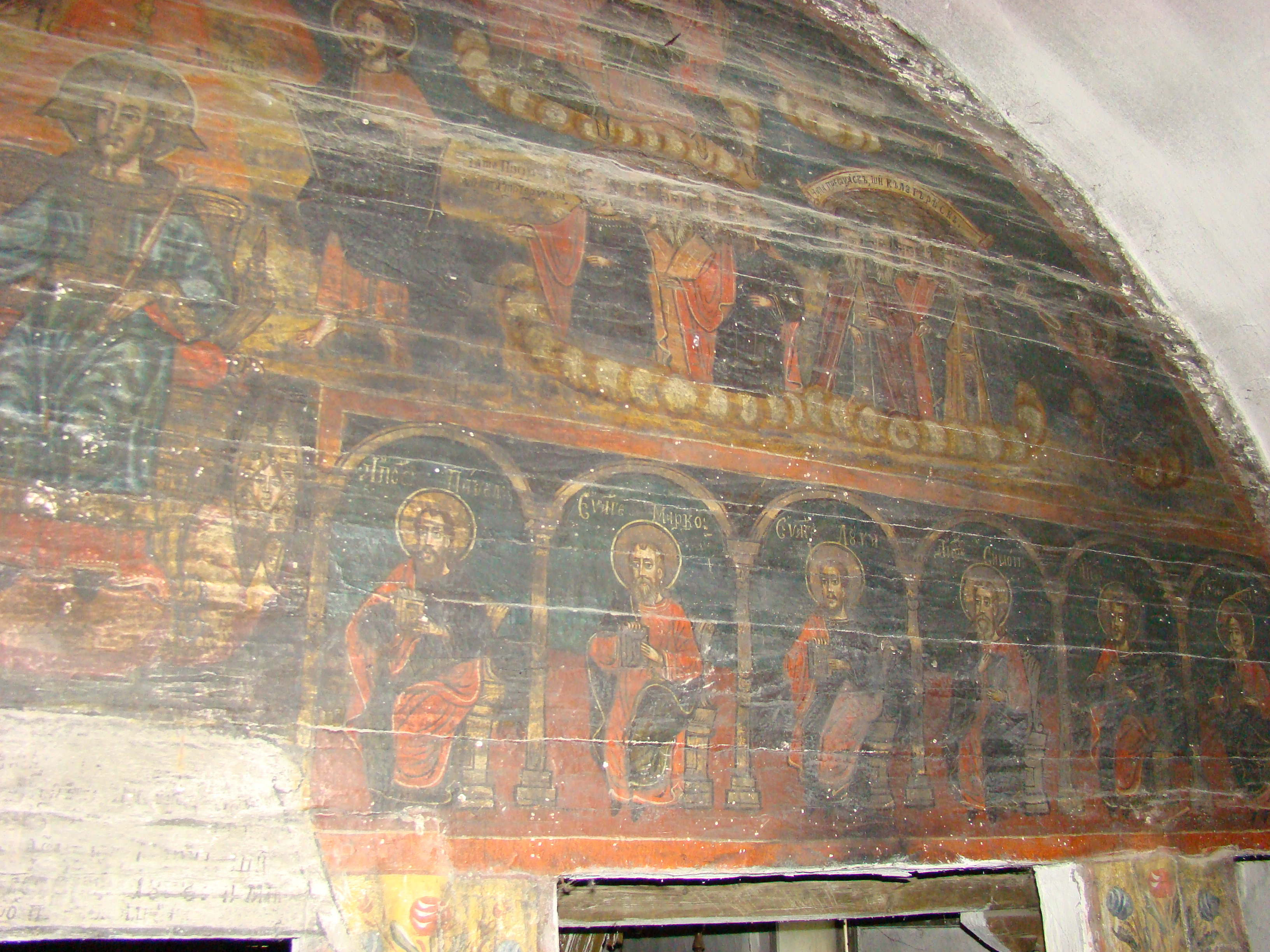
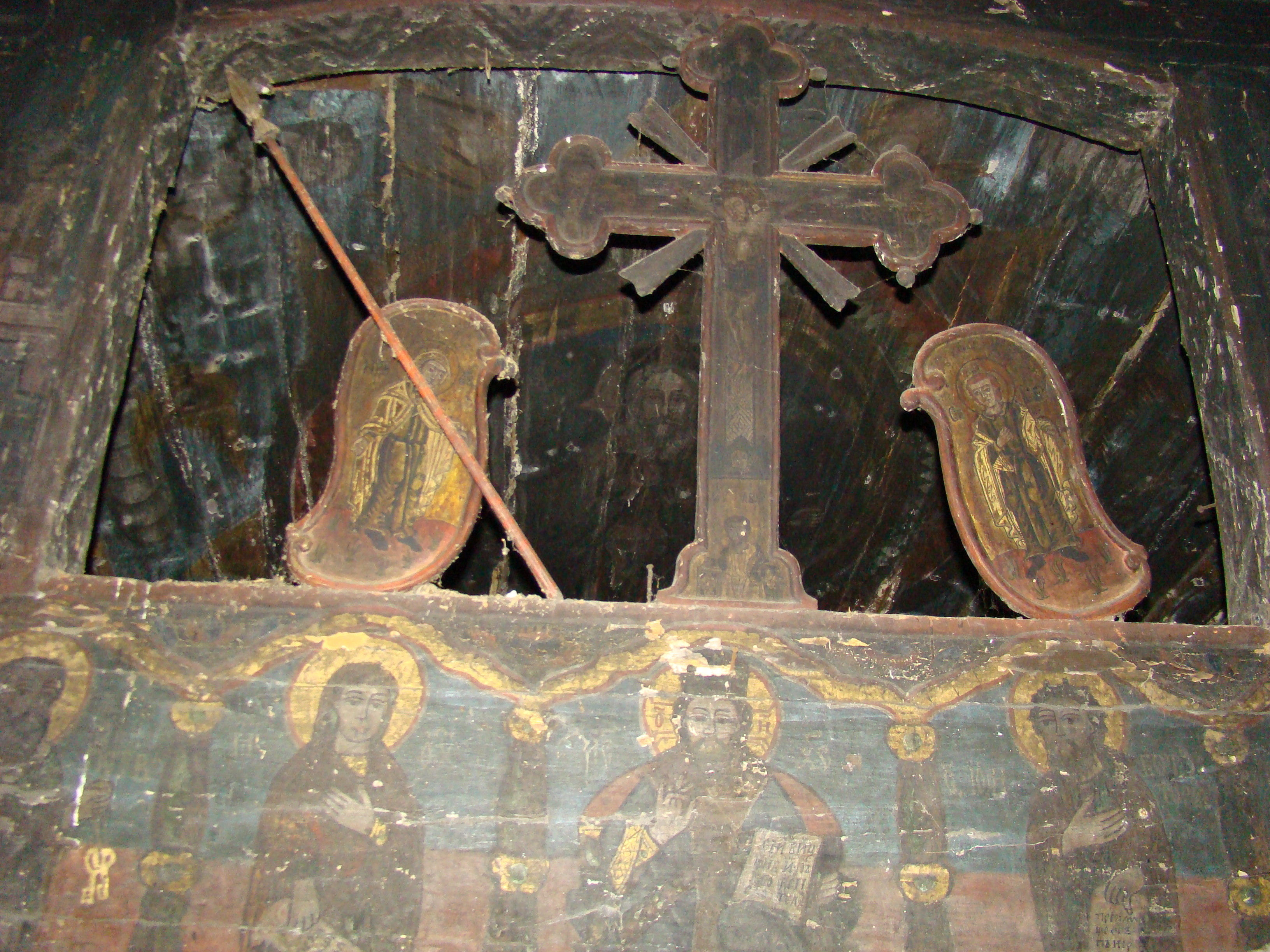
Részlet az ikonosztázról
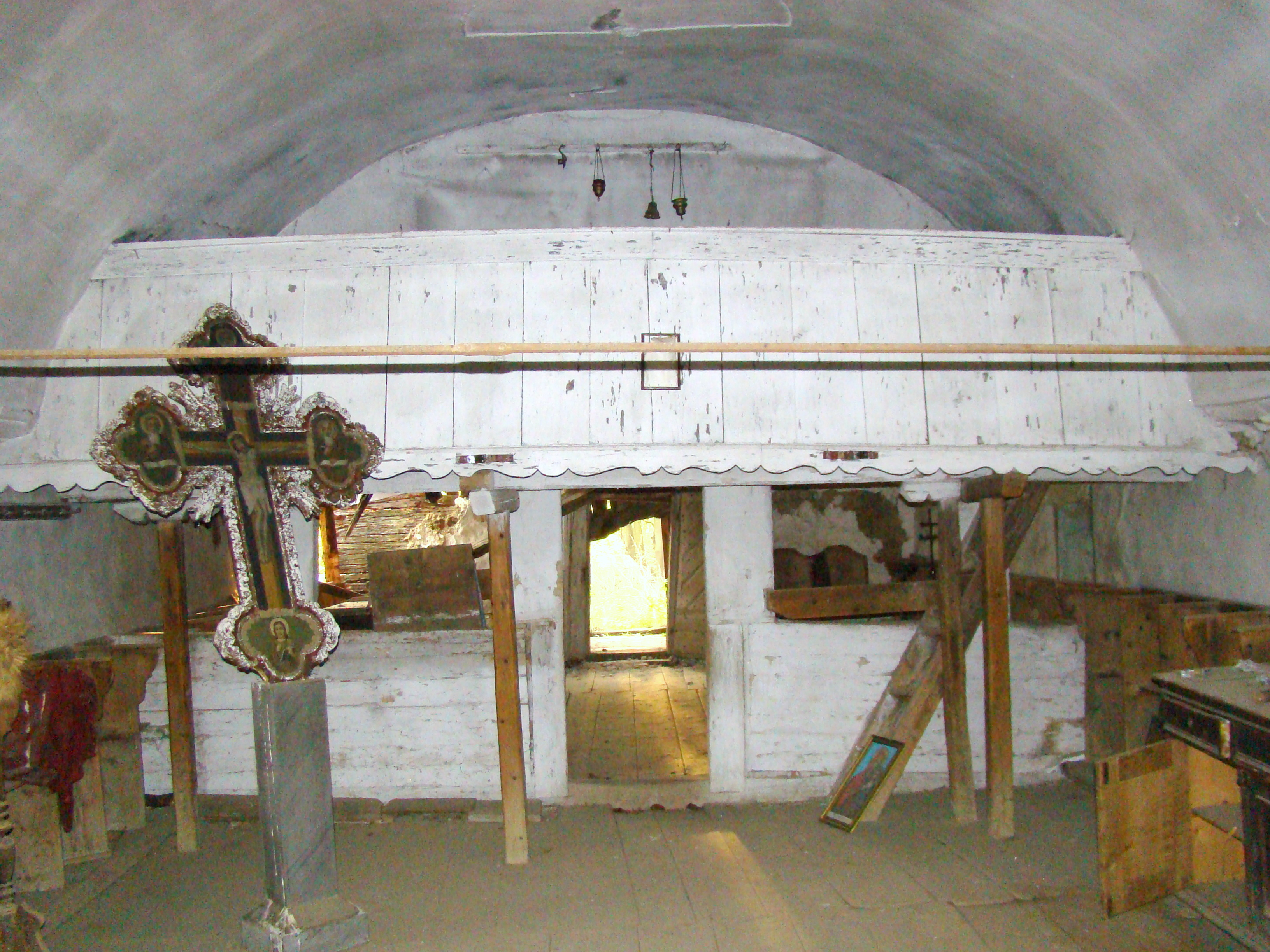
A templom kórusa
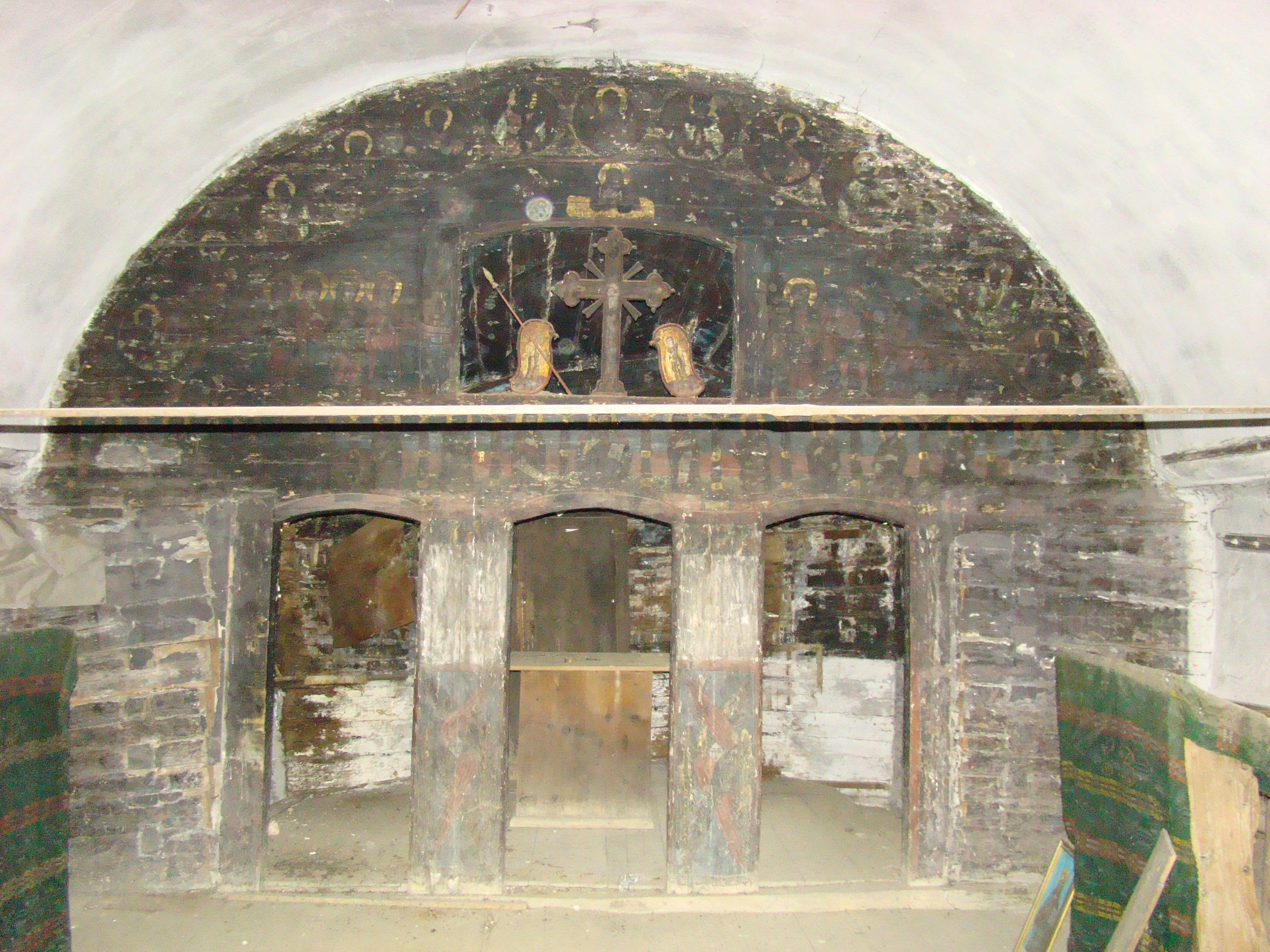
Az ikonosztáz
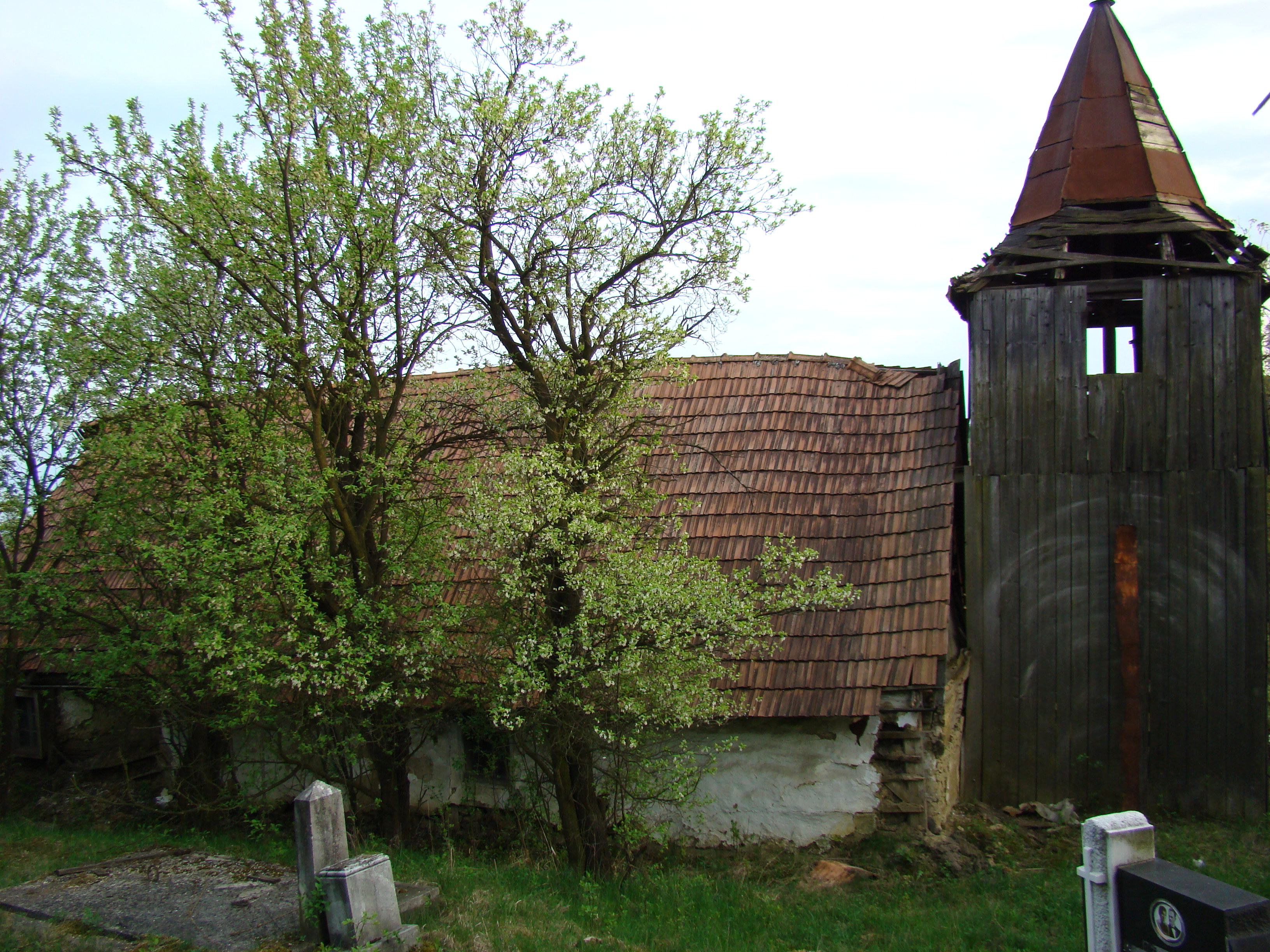
A templom a temető felől
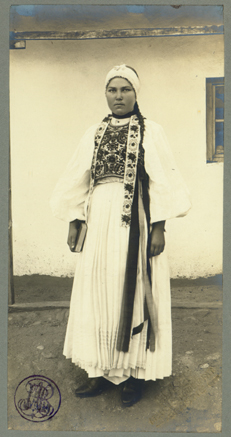
Szász női viselet a 20. század elején (Adler Lipót felvétele)
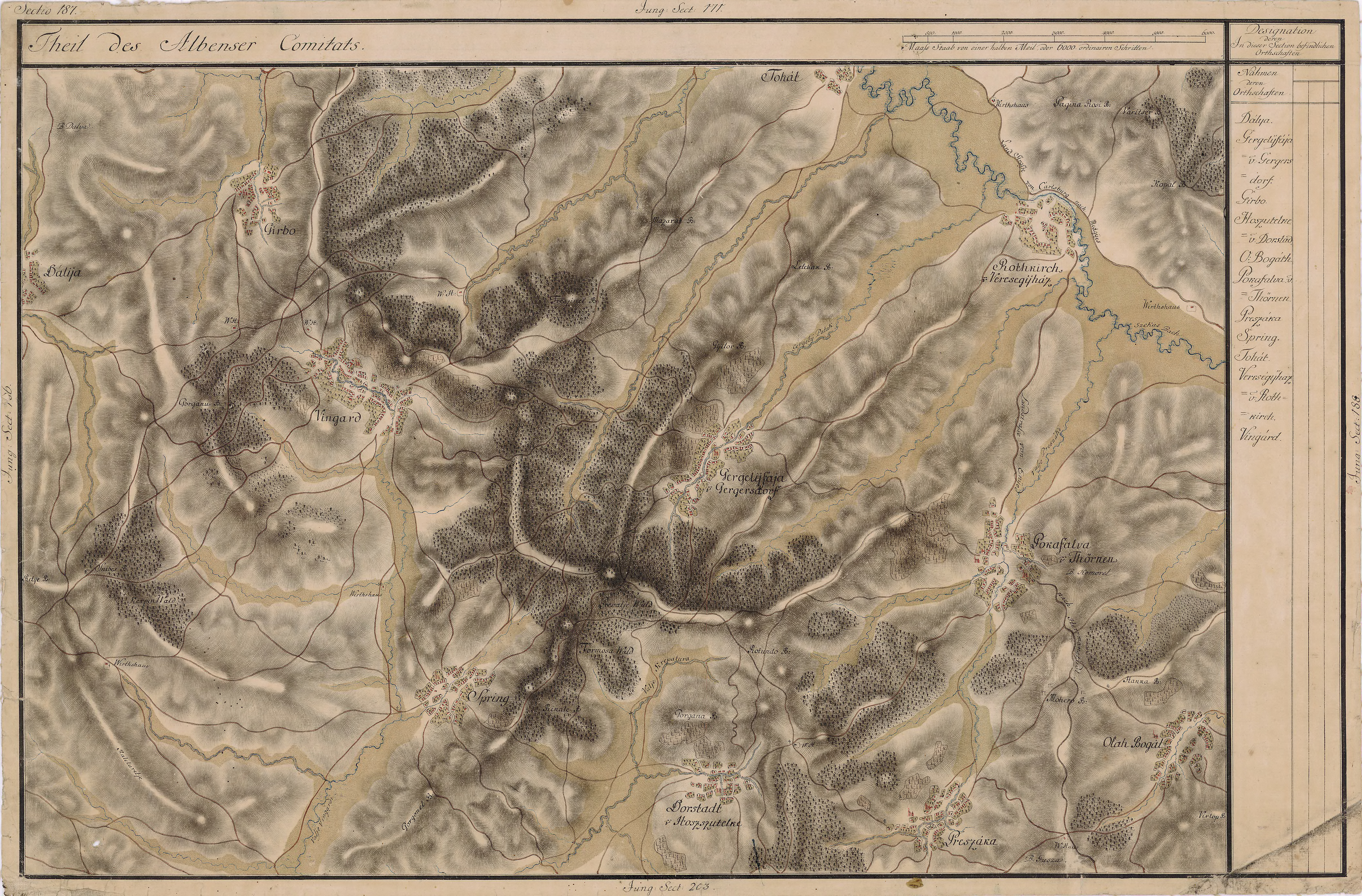
Vingárd környéke 1770 körül